# 缝线海桐
缝线海桐（学名：Pittosporum perryanum）为海桐花科海桐花属下的一个种。

## 扩展阅读
維基物種上的相關：缝线海桐